# Il pistolero segnato da Dio
Il pistolero segnato da Dio è un film del 1968 diretto da Giorgio Ferroni (con lo pseudonimo  Calvin Jackson  Padget).

## Trama
Nel 1880 allevatori e agricoltori sono in lotta tra loro nella cittadina di Clayton, in Montana. La rapina e il furto sono frequenti, e anche gli omicidi sono all'ordine del giorno.
Il piccolo Tony Murphy, rimasto orfano del padre Jonathan, ucciso dal fuorilegge Coleman, viene allevato da una zia, e cresce nell'ammirazione per l'abile pistolero d'arte circense Gary McGuire. Costui, a causa di un trauma infantile (fu incolpato da suo padre della morte accidentale del fratello) è incapace di affrontare un duello, sebbene sia considerato un eroe dai concittadini, avendo anni prima eliminato cinque banditi che stavano compiendo una rapina in banca.
Quando il vero colpevole - Owl Roy, mandante e organizzatore della rapina alla banca - ritorna in zona, Gary ne diviene lo zimbello. Tuttavia, Roy rivela a Gary la verità sulle vicende di un tempo: il padre di Tony custodiva l'intero bottino e ora il ragazzo è l'unico a sapere dove è nascosto il malloppo. Ben presto Tony viene rapito e tenuto prigioniero nel ranch di Coleman, con la connivenza di Roy.
La vista del ragazzo torturato al fine di conoscere il nascondiglio, fa sì che Gary superi il suo trauma. Dopo aver inutilmente tentato, su consiglio dello sceriffo (rimasto ferito in una sparatoria), di organizzare una posse, attacca da solo il Coleman Ranch. Le sue straordinarie capacità di pistolero e il sostegno inaspettato degli amici del circo, gli daranno un significativo vantaggio sugli avversari. Salverà Tony, ucciderà Coleman e consegnerà Owl Roy alla giustizia.